# Martín Trejo
Martín Trejo nació el 9 de noviembre de 1993 en Buenos Aires, Argentina. Ha sido deportista de alto rendimiento y entrenador de la selección argentina de bádminton. Actualmente, es uno de los entrenadores más destacados de  la selección peruana de bádminton,  Head Coach Badminton del Club Regatas de Lima y Tutor Coach Level 1 del Badminton World Federation
Trejo ganó una medalla de bronce en dobles masculinos en el Campeonato Sudamericano de Bádminton de 2013. Además, conformó parte de la selección argentina que ganó el bronce en la prueba por equipos mixtos en los Campeonatos Sudamericanos de 2013 y 2015.

## Logros

### Campeonato Sudamericano

#### Dobles masculinos
| Año  | Evento                                 | Pareja          | Adversario                          | Puntaje      | Resultado |
| ---- | -------------------------------------- | --------------- | ----------------------------------- | ------------ | --------- |
| 2013 | Campo Deportivo Ñielol, Temuco, Chile. | Tomás Thouyaret | Andrés Corpancho / Sebastián Macías | 10–21, 10–21 | Bronce    |

### Desafío/Serie Internacional BWF

#### Dobles masculinos
| Año  | Torneo                  | pareja          | Adversario                       | Puntaje             | Resultado |
| ---- | ----------------------- | --------------- | -------------------------------- | ------------------- | --------- |
| 2016 | Argentina Internacional | Javier de Paepe | Dino Delmastro / Mateo Delmastro | 19–21, 21–18, 21–11 | Ganador   |

     BWF International Challenge tournament
     BWF International Series tournament
     BWF Future Series tournament